# 永和 (日本)
永和是日本之南北朝時代的年號之一。是北朝方使用的。應安之後，康曆之前。指1375年到1379年的期間。這個時代的天皇，北朝方是後圓融天皇。南朝方是長慶天皇。室町幕府的將軍是足利義滿。

## 改元
- 應安8年2月27日（陽曆1375年3月29日） 改元
- 永和5年3月22日（陽曆1379年4月9日） 改元為康曆

## 出典
出自『尚書』的「詩言志、歌永言、聲依永、律和聲、八音克諧、無相奪倫、神人以和」以及『藝文類聚』的「九功六義之興、依永和聲之製、志由興作、情以詞宣」。

## 永和年間要事
元年
- 8月、南朝方的橋本正督在室町幕府中大起大落。在九州，今川貞世（了俊）於水島之陣中謀殺了少弐冬資。島津氏久轉投南朝方。

2年
- 8月、室町幕府為了討伐島津氏久、島津伊久，將今川貞世任命為大隅國、薩摩國守護。

3年
- 6月、越前國的國人與守護代之爭延燒到管領細川賴之的領地，賴之雨斯波義將開始對立。
- 10月、南九州國人歸服今川貞世。

## 紀年、西曆、干支對照表
| 永和 | 元年     | 2年      | 3年      | 4年      | 5年      |
| ---- | -------- | -------- | -------- | -------- | -------- |
| 西曆 | 1375年   | 1376年   | 1377年   | 1378年   | 1379年   |
| 南朝 | 天授元年 | 天授二年 | 天授三年 | 天授四年 | 天授五年 |
| 干支 | 乙卯     | 丙辰     | 丁巳     | 戊午     | 己未     |